# ハジ・アグス・サリム・スタジアム
ハジ・アグス・サリム・スタジアム (英語: Haji Agus Salim Stadium) はインドネシア・西スマトラ州のパダンにある多目的スタジアムである。現在は主にサッカーの試合に使用されており、インドネシア・プレミアリーグに所属するセメン・パダンFCが本拠地として使用している。スタジアムの収容人数は20,000人である。2009年と2012年には、サッカー以外にラグビーインドネシア代表の試合にも利用された。

## 歴史
スタジアム名は地元出身のミナンカバウ人 (パダン人) であり、インドネシアのイスラム改革主義運動に大きな貢献を果たした国民的英雄のアグス・サリムから取られている。
2009年のスマトラ島沖地震ではアグス・サリム・スタジアムも大きな被害を受けた。メインスタンドや照明灯、ドレスルームなど多くの施設が破壊され、ピッチも使用が難しい状態となっていた。2010年に改修工事が完了、現在の姿になった。